# بازالت

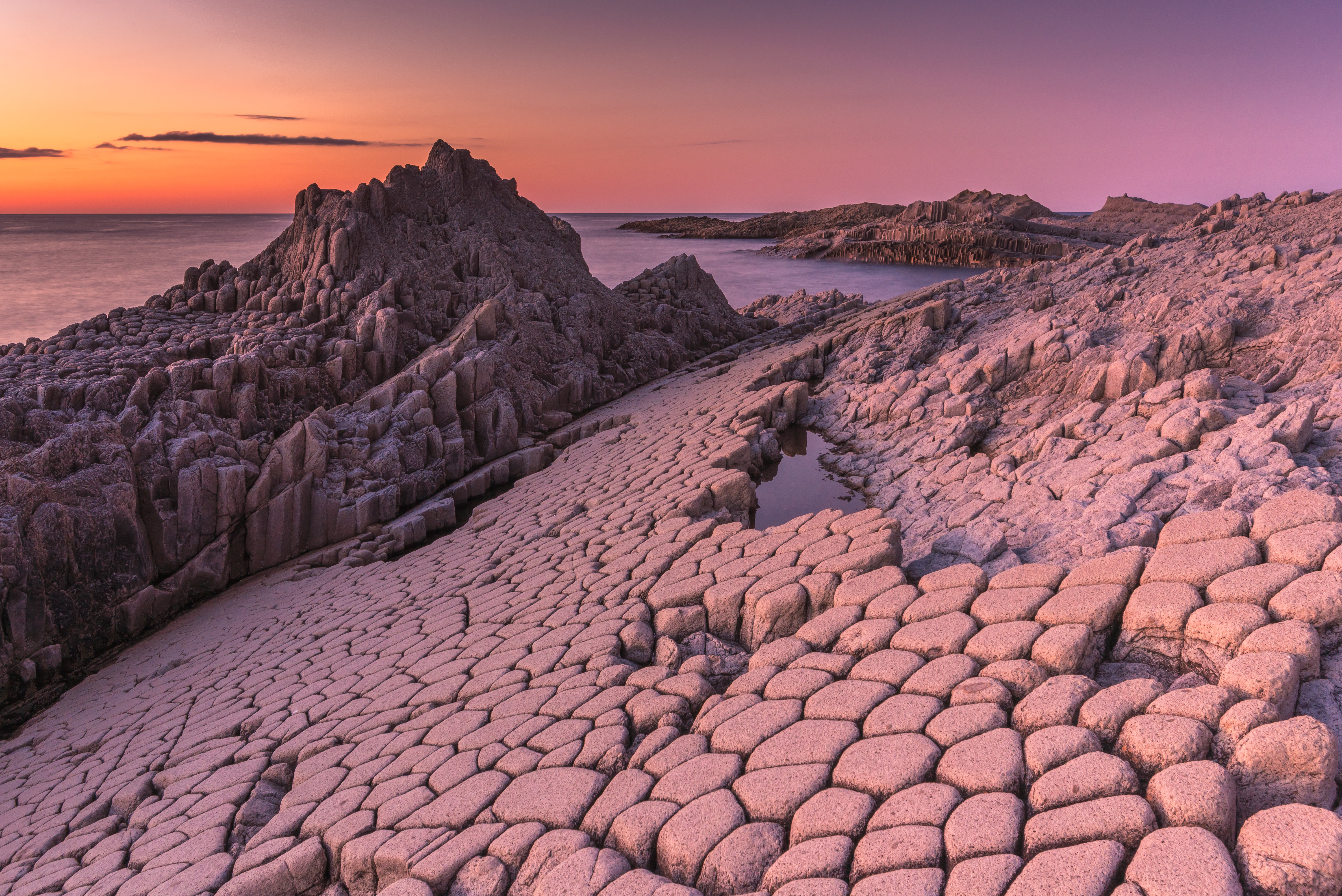
بازالت ستونی در کیپ استولبچاتی، روسیه

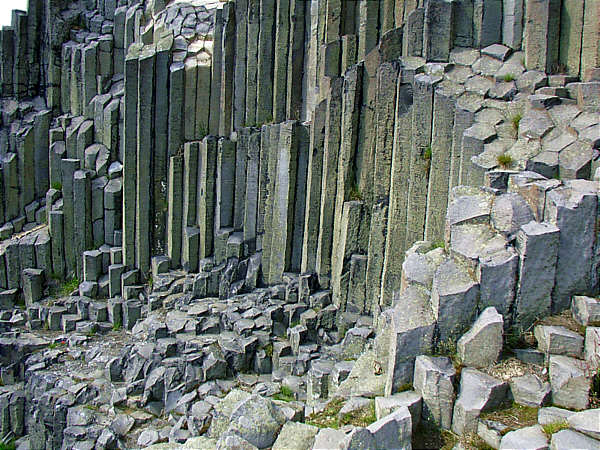
ستون‌های طبیعی بازالت

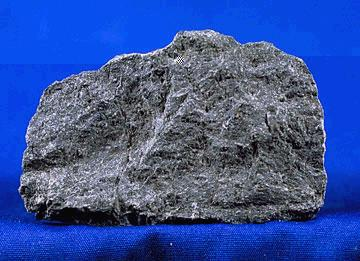
بازالت

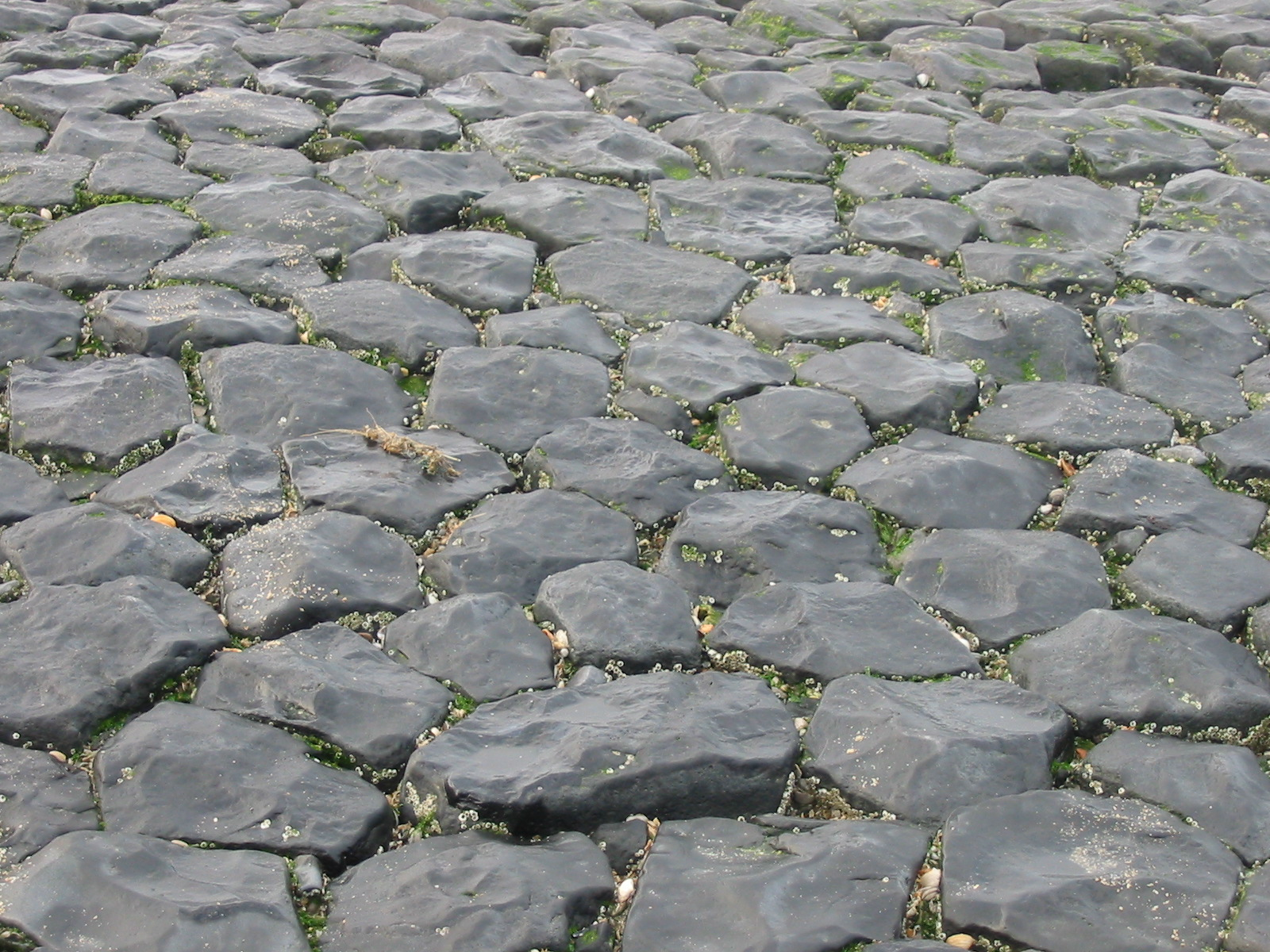
بازالت به‌کاررفته به عنوان کف‌پوش ساحلی در کرانه اسخیفنینگن هلند

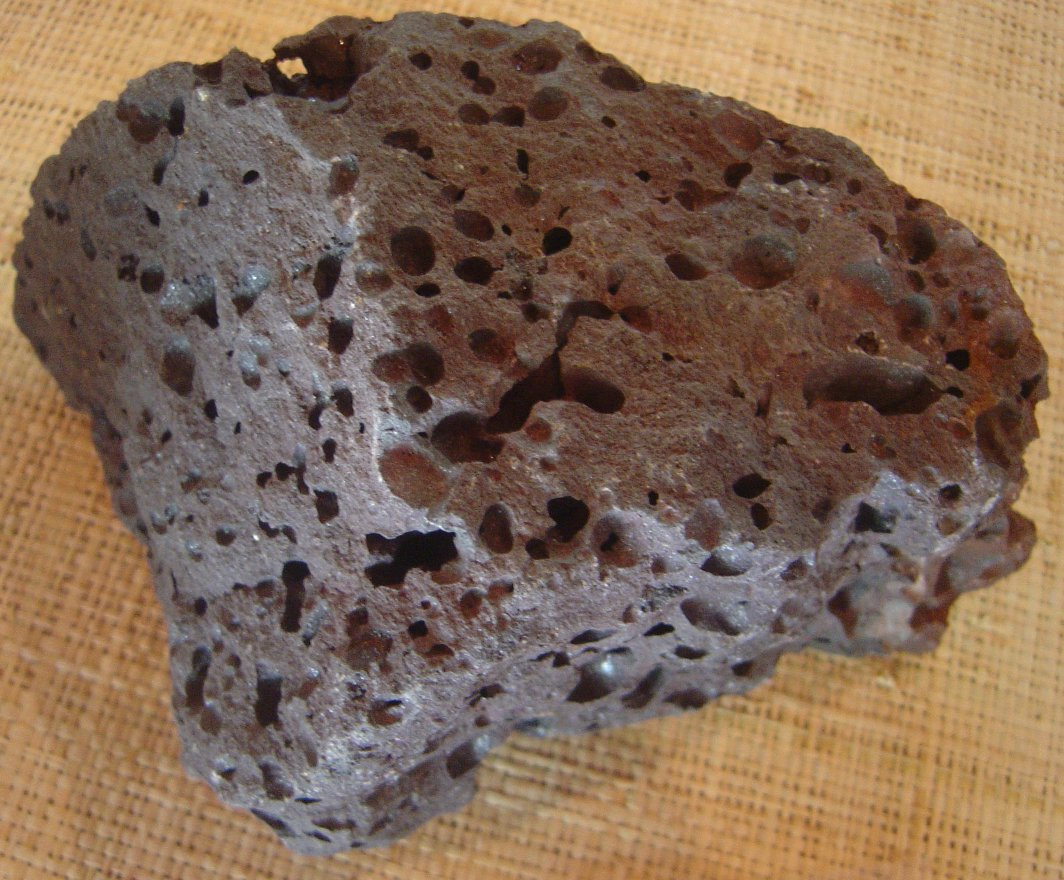
گدازه بازالت

بازالت (به انگلیسی: Basalt) یک سنگ سخت و سیاه و دانه‌ریز آتشفشانی با کمتر از ۵۲ درصد سیلیس (SiO۲) است که به علت کمبود سیلیس سنگی قلیایی است. همچنین این کمبود سیلیس (نسبت به گرانیت و آندزیت) باعث کاهش گرانروی ماگما و سهولت در جابه جایی از عمق به به سطح شده است. به همین علت در این نوع ماگما بازالت (که سنگی خروجی است) نسبت به معادل درونی خود (گابرو) فراوان تر است.
سنگ بازالت، از گروه سنگ‌های آذرین (آذرین بیرونی) است که بازمانده فعالیت‌های آتش‌فشانی است و در ایران به وفور وجود دارد.
(در کمربند های افیولیتی ایران). بازالت سنگی متراکم و سخت است که به رنگ‌های گوناگون در طبیعت یافت می‌شود. این سنگ بعد از گرانیت فراوان‌ترین سنگ آذرین است.
سنگ منشا آن سنگ های پریدوتیتی گوشته فوقانی است، و ذوب در عمق حداکثر 350 کیلومتر انجام می شود. البته وجود آب عمق تشکیل را کاهش می دهد.
سنگ بازالت به صورت کوپ و سنگ فرآوری‌شده در کف‌سازی پیاده‌روها، جدول خیابان‌ها و به‌صورت چرمی یا ساییده برای نمای ساختمان‌ها کاربرد دارد. کاربردهای دیگر آن به عنوان پشم سنگ و در فیزیوتراپی به‌جای تشک برقی است.
سنگ بازالت تمام‌بلورین، نیمه‌بلورین و گاهی شیشه‌ای است که دارای بافت آفانیتی می‌باشد.
کم بودن میزان سیلیس باعث می‌شود تا بازالت گرانروی کمی داشته‌باشد و به همین دلیل گدازه‌های بازالتی بر روی زمین می‌توانند سطحی تا حدود بیست کیلومتر را بپوشاند.
فراوانترین کانی‌های سازندهٔ این سنگ عبارتند از الیوین، پیروکسن و پلاژیوکلاز.
سنگ بازالت همچنین در کره ماه به فراوانی یافت می‌شود. در زیر بیشتر سطح ماه، گدازه‌های بازالتی در جریان‌اند.
پس از برخورد شهاب‌های کهن به سطح ماه به خاطر نازک شدن سطح، گدازه‌های بازالت به سطح راه یافت و بخش‌های عظیمی از رویه کره را پوشاند. این مناطق بازالتی و تیره‌رنگ کره ماه به نام دریاوارهای ماه شناخته می‌شوند.

## الیاف بازالتی
از بازالت الیاف نیز تهیه می‌شود. از جمله برتری‌های الیاف بازالتی مقاومت حرارتی بالا، اشتعال‌پذیری کم، افت کم عملکرد و استحکام در دماهای بالاتر از ۹۰۰ درجه سانتی‌گراد و همچنین در رطوبت زیاد، چسبندگی خوب به رزین‌های بسپاری و لاستیک‌ها، مقاومت سایشی و کششی، ویژگی‌های دی‌الکتریکی بالا است.

## جذب دی‌اکسید کربن
تحقیقات آزمایشگاهی و میدانی در ساختار بازالتی رود کلمبیا در آمریکا نشان داده‌است که دی‌اکسید کربن تزریق شده در سنگ بازالت با مواد معدنی تودهٔ سنگ ترکیب شده و ترکیبات کربناتی مانند آنکریت ایجاد می‌کند و از انتشار دی‌اکسید کربن (که یکی از گازهای گلخانه‌ای است) در اتمسفر جلوگیری می‌کند.